# Conjonctivite
Pour l’article homonyme, voir Conjonctivite (South Park).
 Mise en garde médicale
La conjonctivite est une inflammation de la conjonctive provoquée par un virus (conjonctivite virale), une bactérie (conjonctivite bactérienne), une allergie (conjonctivite allergique) ou encore une irritation.

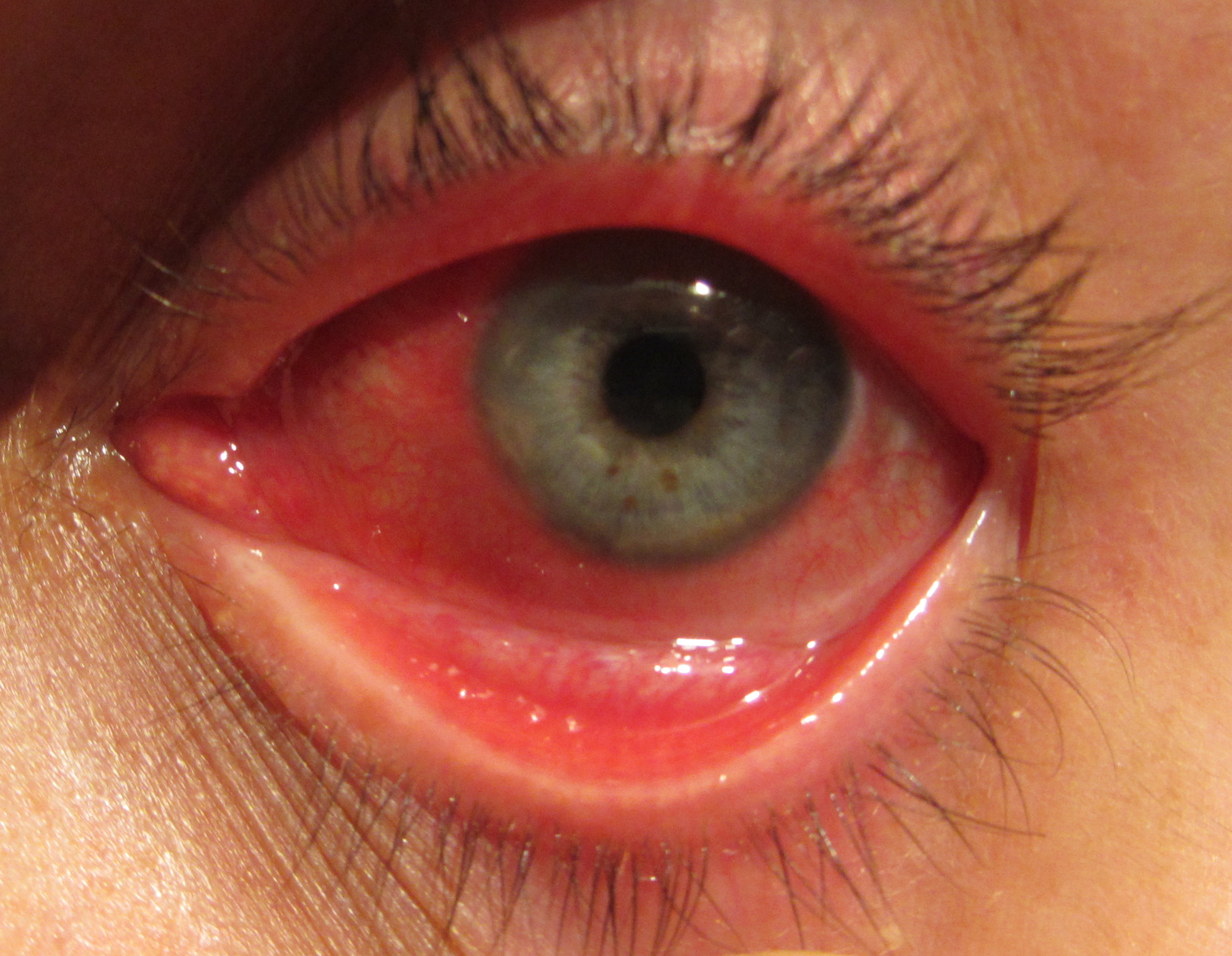
Conjonctivite

La conjonctivite est caractérisée par :
- des rougeurs ;
- l'irritation de l'œil ;
- des sensations de brûlures ou d'égratignures ;
- des écoulements d'aspect purulent, inconstants ;
- des difficultés à ouvrir les yeux au réveil

Le malade se plaint souvent de douleurs, de fatigues oculaires, de sensation de sable dans les yeux.
La présentation de la conjonctivite peut être trompeuse et il est difficile de distinguer cliniquement une conjonctivite virale d'une conjonctivite bactérienne.
Un nettoyage minutieux des yeux avec des compresses stériles et de la solution physiologique suffit généralement à traiter l'infection virale en quelques jours. Le médecin peut également prescrire un collyre antibiotique.
La conjonctivite virale ou bactérienne peut être très contagieuse. Il faut alors éviter tout contact avec les larmes du patient et éviter d'utiliser les mêmes mouchoirs et les mêmes serviettes. Il faut également se laver les mains après tout contact.

## Conjonctivite allergique
L'allergie est la première cause des conjonctivites survenant plutôt au printemps et en été.
La conjonctivite allergique est habituellement bilatérale. Elle fait partie d'un syndrome allergique de type rhume des foins, ou survient isolément par contact direct avec des substances de type pollens, poussières, squames d'animaux ou autres.
Elle n'est pas contagieuse et peut être soignée par un nettoyage régulier des yeux à l'aide de sérum physiologique éventuellement associé à la prise d'un antihistaminique (sur conseil pharmaceutique ou prescription médicale), plus rarement par une corticothérapie locale ou orale de courte durée (sur prescription médicale).

## Conjonctivite bactérienne
C'est la cause la plus fréquente des conjonctivites de l'enfant, survenant plutôt en hiver et au printemps.
La conjonctivite bactérienne peut être causée par différents germes : Staphylococcus, Streptococcus, Haemophilus… Elle se caractérise par un aspect congestif, une absence de prurit et un faible larmoiement, des sécrétions en général abondantes et purulentes.
La présence d'yeux collés le matin, l'absence de prurit et d'antécédent de conjonctivite sont évocateurs d'une origine bactérienne.
La conjonctivite bactérienne peut être traitée par antibiothérapie locale (sans prélèvement, ni antibiogramme) qui peut raccourcir l'évolution ou par l'abstention, les guérisons spontanées étant la règle. Chez le nourrisson elle peut être provoquée par un gonocoque.
Dans tous les cas, le port de lentille de contact est contre-indiqué durant la conjonctivite.

## Conjonctivite virale

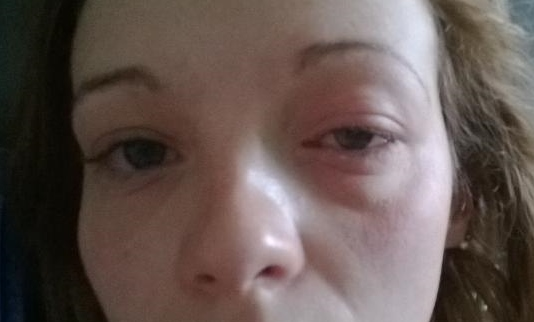
Patiente atteinte d'une conjonctivite virale.

C'est la cause la plus fréquente des conjonctivites infectieuses de l'adulte et est plus fréquente en été. Elle peut être parfois épidémique.
La conjonctivite virale est bilatérale, associée à des sécrétions claires, une conjonctivite folliculaire (hyperplasie lymphocytaire) et plus rarement d'une kératite. Elle est souvent épidémique et le virus le plus courant est l'adénovirus.
Le traitement est symptomatique : larmes artificielles, antalgiques. L'évolution doit être favorable en une semaine. Si elle se prolonge, un avis ophtalmologique est conseillé.
La conjonctivite herpétique reste à part. Elle est habituellement unilatérale, avec des lésions de types vésiculeuses. Elle est plus grave, car non prise en charge, elle peut se compliquer d'une uvéite ou de lésions de la cornée.

## Conjonctivite à répétition
Chez le nourrisson et le jeune enfant, des épisodes de conjonctivite peuvent survenir à répétition. Le plus souvent cela est lié à la persistance de la membrane de Hasner qui ferme le canal lacrymonasal pendant la vie intra-utérine et qui s'ouvre progressivement après la naissance.
Cliniquement, la fermeture du canal lacrymonasal se traduit par un larmoiement sale, uni- ou bilatéral, débutant 8 à 15 jours après la naissance, avec des sécrétions mucopurulentes collant les cils au réveil. Parfois la pression du sac lacrymal entraîne une émission de pus.
L'évolution spontanée est la plupart du temps favorable, 96 % des nourrissons présentant ce larmoiement chronique à l'âge d'un mois guérissent spontanément à l'âge d'un an. Après un an, les guérisons spontanées sont très rares et nécessitent un geste thérapeutique.
Le schéma thérapeutique est le suivant :
- entre 0 et 4 mois : nettoyage de l'œil à l’eau au réveil et réserver les antibiotiques aux vrais épisodes infectieux ;
- entre 4 et 6 mois : tentative d'obtenir la rupture de la membrane de Hassner par une série d'une dizaine de massages réalisés en écrasant les canalicules avec un doigt placé au niveau du canthus interne et exerçant une forte pression sur le sac lacrymal ;
- entre 7 et 12 mois : sondage du canal sans anesthésie, réalisé par un ophtalmologue ;
- après 12 mois : sondage sous anesthésie générale pour mettre en place une sonde dans le canal, retirée après 6 semaines.

## Examens complémentaires
La plupart du temps, aucun examen complémentaire n'est nécessaire.
Un prélèvement bactériologique peut être utile dans certains cas. Il existe un kit de détection de l'adénovirus.